# Sangaré Niamoto Ba
Pour les articles homonymes, voir Ba (nom de famille).
Sangaré Niamoto Ba est une économiste malienne née le 22 avril 1955 à Bamako.

## Biographie
Après des études fondamentales et secondaires à Bamako, elle étudie à l'Université Cheikh-Anta-Diop de Dakar au Sénégal où elle obtient en 1981, une maîtrise en sciences économiques.
En 1982, elle devient fonctionnaire chargé du suivi de l'application des accords commerciaux entre le Mali et  certains de ses partenaires, puis chef de section des échanges extérieurs. En 1992, elle devient chef de la division commerce intérieur et concurrence puis en 2000 chef de division du commerce extérieur.
Elle dirige ensuite la direction nationale du Commerce et de la Concurrence avant de devenir conseiller technique au ministère des Finances, chargée du suivi du portefeuille de l'État et administrateur représentant l'État dans plusieurs sociétés et organismes.
En janvier 2009, elle est nommée  secrétaire général du ministère de l'Économie et des Finances.
Le 6 avril 2011, elle entre au gouvernement de Cissé Mariam Kaïdama Sidibé en tant que ministre de l'Industrie, des Investissements et du Commerce,, fonction qu’elle occupe jusqu’au   coup d'État militaire qui renverse le président Amadou Toumani Touré le 21 mars 2012.